# Canthigaster axiologus
Canthigaster axiologus е вид лъчеперка от семейство Tetraodontidae. Видът не е застрашен от изчезване.

## Разпространение и местообитание
Разпространен е в Австралия, Вануату, Виетнам, Гуам, Индонезия, Камбоджа, Кирибати, Китай, Малайзия, Малки далечни острови на САЩ (Уейк), Маршалови острови, Микронезия, Науру, Нова Каледония, Остров Рождество, Палау, Папуа Нова Гвинея, Параселски острови, Провинции в КНР, Северни Мариански острови, Сингапур, Соломонови острови, Острови Спратли, Тайван, Тайланд, Тонга, Тувалу, Уолис и Футуна, Фиджи, Филипини, Южна Корея и Япония.
Обитава морета и рифове. Среща се на дълбочина от 10 до 80 m.

## Описание
На дължина достигат до 10,1 cm.